# Orzyny (gromada)
Orzyny – dawna gromada, czyli najmniejsza jednostka podziału terytorialnego Polskiej Rzeczypospolitej Ludowej w latach 1954–1972.
Gromady, z gromadzkimi radami narodowymi (GRN) jako organami władzy najniższego stopnia na wsi, funkcjonowały od reformy reorganizującej administrację wiejską przeprowadzonej jesienią 1954 do momentu ich zniesienia z dniem 1 stycznia 1973, tym samym wypierając organizację gminną w latach 1954–1972.
Gromadę Orzyny z siedzibą GRN w Orzynach utworzono – jako jedną z 8759 gromad na obszarze Polski – w powiecie szczycieńskim w woj. olsztyńskim na mocy uchwały nr 27 WRN w Olsztynie z dnia 4 października 1954. W skład jednostki weszły obszary dotychczasowych gromad Orzyny, Marksoby i Miętkie oraz miejscowości Targowo i Zazdrość z dotychczasowej gromady Targowo ze zniesionej gminy Rańsk w tymże powiecie. Dla gromady ustalono 15 członków gromadzkiej rady narodowej.
1 stycznia 1960 do gromady Orzyny włączono obszar zniesionej gromady Nowe Kiejkuty w tymże powiecie.
31 grudnia 1961 z gromady Orzyny wyłączono wieś Trelkowo, włączając ją do gromady Szczytno w tymże powiecie; do gromady Orzyny włączono natomiast obszar zniesionej gromady Rańsk w tymże powiecie.
Gromada przetrwała do końca 1972 roku, czyli do kolejnej reformy gminnej.